# Unités de la Légion étrangère
La France a créé les premières unités de la Légion étrangère en 1831.

## Liste
- Commandement de la Légion étrangère (COMLE) installé à Aubagne

- 1er régiment étranger
- 2e régiment étranger d'infanterie
- 3e régiment étranger d'infanterie
- 4e régiment étranger

- 1er régiment étranger de cavalerie

- 1er régiment étranger du génie
- 2e régiment étranger de génie

- 2e régiment étranger de parachutistes

- 13e demi-brigade de la légion étrangère

- Détachement de Légion étrangère de Mayotte

- Groupement du recrutement de la Légion étrangère (GRLE)

### Unités dissoutes
- 1er régiment étranger de parachutistes (dissous le 30 avril 1961 après le putsch des généraux)
- 3e régiment étranger de parachutistes (dissous le 1er décembre 1955)
- 6e régiment étranger de génie remplacé en 1999 par le 1er régiment étranger de génie
- 6e régiment étranger d’infanterie (dissous le 31 décembre 1941)
- Régiment de marche de la Légion étrangère devient le 3e régiment étranger d'infanterie
- 11e régiment étranger d’infanterie
- 12e régiment étranger d’infanterie
- 21e régiments de marche de volontaires étrangers
- 22e régiments de marche de volontaires étrangers
- 23e régiments de marche de volontaires étrangers
- 2e régiment étranger de cavalerie (dont la garde de l'étendard a été confiée au Détachement de Légion étrangère de Mayotte)
- Demi-brigade de Légion étrangère en Indochine qui devient 5e régiment étranger d’infanterie, puis 5e régiment mixte du Pacifique puis 5e régiment étranger dissous en 2000
- Dépôt commun des régiments étrangers (DCRE)
- 97e groupement de reconnaissance divisionnaire (GRD 97)
- Compagnies montées
- Compagnies sahariennes portées de la Légion étrangère (CSPL)